# Uścikowo (województwo kujawsko-pomorskie)
Uścikowo – osada w Polsce położona w województwie kujawsko-pomorskim, w powiecie żnińskim, w gminie Żnin.
W latach 1975–1998 miejscowość należała województwa bydgoskiego. Według Narodowego Spisu Powszechnego (III 2011 r.) liczyła 187 mieszkańców. Jest 23. co do wielkości miejscowością gminy Żnin.

## Położenie geograficzne
Wieś znajduje się 9 km na południowy zachód od Żnina, przy drodze prowadzącej do Janowca Wielkopolskiego. We wsi odkryto wysad solny, sięgający na głębokość ponad 3 km w głąb ziemi.

## Historia
W pierwszej wzmiance o wsi z 1356 roku wymieniony jest Petrus Uscikovski z rodu Pałuków, którzy posiadali te ziemie w tamtym okresie.

## Zabytki
Według rejestru zabytków NID na listę zabytków wpisany jest zespół pałacowy z przełomu XIX/XX w., nr rej.: 149/A z 15.06.1985:
- pałac, 4. ćwierć XIX w., 1913 r.
- park, koniec XIX w.
- folwark:
  - obora, 1890 r.
  - stajnia, 1910 r.
  - stodoła, 1910 r.
  - spichrz, 1912 r.
  - kuźnia, 1880 r.

Eklektyczny dwór Wieneckich o nieregularnej bryle pochodzi z przełomu XIX/XX w. Obok dworu znajduje się park krajobrazowy o powierzchni 3,34 ha otoczony starym murem. Na wyspie na stawie znajduje się grobowiec.